# St. Hedwig (Jeziorany)
Die St.-Hedwigs-Kirche (polnisch Kościół św. Jadwigi Królowej) in der polnischen Stadt Jeziorany (deutsch Seeburg) ist ein neugotischer Ziegelbau aus der zweiten Hälfte des 19. Jahrhunderts. Bis 1945 war sie die Pfarrkirche für das evangelische Kirchspiel Seeburg in Ostpreußen. Heute ist sie Filialkirche der römisch-katholischen Pfarrei St. Bartholomäus Jeziorany in der Woiwodschaft Ermland-Masuren.

## Geographische Lage
Die Stadt Jeziorany liegt in der nördlichen Mitte der Woiwodschaft Ermland-Masuren an der Woiwodschaftsstraße 593, die die Städte Reszel (Rößel), Dobre Miasto (Guttstadt) und Miłakowo (Liebstadt) miteinander verbindet.
Die St. Hedwigskirche steht im nördlichen Stadtgebiet an der Ausfallstraße nach Bisztynek (Bischofstein) unweit des alten evangelischen Friedhofs (Stary Cmentarz Ewangelicki).

## Kirchengebäude
Die Grundsteinlegung zu der bereits lange zuvor geplanten evangelischen Kirche in Seeburg erfolgte am 17. Juni 1886. Nach 15 Monaten Bauzeit konnte die Kirche am 21. September 1887 eingeweiht werden.
Entstanden war ein auf rechteckigem Grundriss errichteter Ziegelbau in neugotischem Stil mit Apsis und einem quadratischen Turm.
Das Kirchenschiff ist mit einem Satteldach und holländischen Ziegeln versehen. Im Turm, an den sich ein polygonaler Vorbau anschließt,  befindet sich ein spitzbogiges Portal. Im zweiten Stockwerk des Turms ist eine ovale Öffnung mit einem Fenster in einer Nische angebracht. Die Turmspitze ist noch immer mit einem „Kreuz auf der Weltkugel“ gekrönt. In der Glockenstube hängen zwei Glocken.
Von großen Schäden blieb die Kirche während der Weltkriege verschont. Sie wurde nach 1945 als evangelisches Gotteshaus aufgegeben und von der römisch-katholischen Kirche übernommen. Die Weihe vollzog am 10. Mai 1992 der ermländische Bischof Edmund Piszcz.

## Kirchengemeinde
Seeburg ist ein sehr altes Kirchdorf. Bereits im 14. Jahrhundert gab es hier eine Kirche. Die Reformation konnte hier zunächst nicht Fuß fassen.

### Evangelisch

#### Kirchengeschichte
Im 18. Jahrhundert gab es hier erste evangelische Einwohner, deren Betreuung bis 1792 den Geistlichen aus Bischofsburg (polnisch Biskupiec) oblag. Zu deren Unterstützung waren in Seeburg von 1783 bis 1833 Katecheten eingesetzt. Nachdem 1830 hier eine evangelische Kirchengemeinde gegründet worden war, gab es ab 1833 auch eigene Pfarrer. Gehörte die Kirche Seeburg anfangs auch noch zum Kreis Heilsberg, so war sie dann bis 1945 in den Superintendenturbezirk Allenstein im Kirchenkreis Ermland in der Kirchenprovinz Ostpreußen der Kirche der Altpreußischen Union eingegliedert. Das weitflächige Kirchspiel zählte im Jahre 1925 doch nur 450 weit verstreut lebende Gemeindeglieder.
Flucht und Vertreibung der einheimischen Bevölkerung führten zum Verfall der evangelischen Gemeinde in der inzwischen „Jeziorany“ genannten Stadt. Heute hier wieder lebende evangelische Einwohner gehören jetzt zur Diözese Masuren der Evangelisch-Augsburgischen Kirche in Polen. Die nächste Kirche ist die Christus-Erlöser-Kirche Olsztyn (Allenstein).

#### Kirchspielorte
Neben dem Pfarrort gehörten zum Kirchspiel Seeburg bis 1945 mehr als dreißig Orte:
| Deutscher Name                     | Polnischer Name  |  | Deutscher Name             | Polnischer Name |  | Deutscher Name | Polnischer Name |
| ---------------------------------- | ---------------- |  | -------------------------- | --------------- |  | -------------- | --------------- |
| Adlig Wolka 1938–1945 Adlig Wolken | Wólka Szlachecka |  | Kirschdorf                 | Kiersztanowo    |  | Polkeim        | Polkajmy        |
| Bürgerdorf                         | Miejska Wieś     |  | Klein Bößau                | Biesówko        |  | Potritten      | Potryty         |
| Derz                               | Derc             |  | Krämersdorf                | Kramarzewo      |  | Sauerbaum      | Zerbuń          |
| Eichenstein                        | Dębno            |  | Krokau                     | Krokowo         |  | Scharnigk      | Żardeniki       |
| Elsau                              | Olszewnik        |  | Kunkendorf                 | Kalis           |  | Schönborn      | Studnica        |
| Fehlau                             | Wielewo          |  | Lekitten                   | Lekity          |  | Vierhuben      | Czwórka         |
| Fleming                            | Frączki          |  | Lichtenhagen               | Ustnik          |  | Voigtshof      | Wójtówko        |
| Frankenau                          | Franknowo        |  | Lokau                      | Tłokowo         |  | Walkeim        | Wilkiejmy       |
| Freudenberg                        | Radostowo        |  | Mariensee                  | Godzięcin       |  | Wollmersruh    | Ignacówka       |
| Johannisberg                       | Januszewko       |  | Modlainen                  | Modliny         |  | Wonneberg      | Studzianka      |
| Kekitten                           | Kikity           |  | Pissau 1910–1945 Waldensee | Piszewo         |  | Zehnhuben      | Kostrzewy       |

#### Pfarrer
In den Jahren von 1783 bis 1945 amtierten in Seeburg als Karecheten bzw. als Pfarrer:
Katecheten:
- Johann Jakob Feggler, 1783–1784
- Johann Christopf Dietrich, 1798–1804
- NN. Schmidt, 1817–1824
- NN. Rohdmann, 1824–1829
- NN. Kardinal, 1830–1831
- Johann Friedrich Brenke, 1831–1833

Pfarrer:
- Johann Friedrich Brenke, 1833–1835
- August Julius Kloth, 1836–1844
- Friedrich Otto Hoffmann, 1844–1856
- August Oto Robert Thiem, 1856–1865
- Friedrich Rudolf Kühn, 1865–1878
- Ludwig Leopold Marchand, 1878–1900
- Fritz Hassenstein, 1901–1904
- Emil Hermann Ewald Riel, 1905–1924
- Emanuel Groth, 1924–1935
- Max Metschulat, 1935–1938
- Berthold Kröhnert, 1938–1945

#### Kirchenbücher
Von den Kirchenbüchern des Kirchspiels Seeburg sind erhalten und werden im Evangelischen Zentralarchiv in Berlin-Kreuzberg aufbewahrt:
- Taufen: 1824 bis 1944
- Trauungen: 1824 bis 1944
- Begräbnisse: 1824 bis 1944
- Konfirmationen: 1910 bis 1944
- Kommunikanten: 1879 bis 1944.

### Römisch-katholisch
Die römisch-katholische Pfarrkirche in Seeburg resp. Jeziorany war und ist die dortige Kirche St. Bartholomäus. Nach 1945 siedelten sich hier zahlreiche Neubürger meist römisch-katholischer Konfession an. Mit der einst evangelischen Kirche wurde eine Filialkirche in Dienst genommen. Sie ist dem Patronat der Hl. Königin Hedwig, im 14. Jahrhundert auch Königin von Polen, anvertraut.
Die Pfarrei Jeziorany – sie war für lange Zeit auch Dekanatssitz – gehört zum  jetzigen Dekanat Barczewo (Wartenburg) im Erzbistum Ermland.